# Michał Śmiałowski
Michał Śmiałowski (ur. 14 grudnia 1906 w Hordynii, zm. 2 listopada 1990 w Columbus w USA) – polski chemik, specjalista w dziedzinie metalurgii i korozji strukturalnej.

## Życiorys
Studiował na Wydziale Chemicznym Politechniki Lwowskiej. W 1928 ukończył studia i rozpoczął pracę naukową  we Lwowie i kontynuował na Politechnice Warszawskiej, gdzie pod kierunkiem profesora Witolda Broniewskiego zajmował się zagadnieniami metalurgii żelaza. W 1938 obronił pracę doktorską, poświęconą badaniom nowych struktur żelaza metalicznego, powstających w specyficznych warunkach chemicznych i mechanicznych. W latach 1951–1952 profesor, rektor Politechniki Śląskiej. Od roku 1953 był pracownikiem Polskiej Akademii Nauk – jej sekretarzem naukowym oraz sekretarzem Wydziału Matematyki, Fizyki, Chemii Geologii i Geografii. Twórca Stacji Naukowej PAN w Paryżu. Członek PAN.